# Pseudomyrmex depressus
Pseudomyrmex depressus är en myrart som först beskrevs av Auguste-Henri Forel 1906.  Pseudomyrmex depressus ingår i släktet Pseudomyrmex och familjen myror. Inga underarter finns listade i Catalogue of Life.